# Girac
Girac település Franciaországban, Lot megyében. Lakosainak száma 353 fő (2022. január 1.). Girac Astaillac, Liourdres, Biars-sur-Cère, Bretenoux, Gagnac-sur-Cère, Prudhomat és Tauriac községekkel határos.

## Népesség
A település népességének változása:
| Lakosok száma | 266  | 312  | 329  | 405  | 366  | 377  | 379  | 365  | 360  | 353  |
|               | 1968 | 1982 | 1990 | 2006 | 2013 | 2015 | 2017 | 2019 | 2020 | 2022 |